# Монтерадо
Монтерадо (итал. Monterado) — коммуна в Италии, располагается в регионе Марке, в провинции Анкона.
Население составляет 1882 человека (2008 г.), плотность населения составляет 183 чел./км². Занимает площадь 10 км². Почтовый индекс — 60010. Телефонный код — 071.
Покровителем коммуны почитается святой Патерниан, празднование 10 июля.

## Демография
Динамика населения:

## Администрация коммуны
- Официальный сайт: http://www.comune.monterado.an.it/